# Tetela (langue)
Cet article concerne la langue tetela. Pour le peuple, voir Tetela (peuple). Pour les autres significations, voir Tetela.
Le tetela, aussi écrit tétéla (autonyme : ɔtɛtɛla) est une langue bantoue de la république démocratique du Congo. Cette langue est parlée au sud-est du bassin du fleuve Congo dans le nord du Kasaï et dans la province Orientale, entre la Lomami et le fleuve Congo, et aussi dans la partie ouest de la province de Maniema par le peuple Tetela.
Le tétéla est aussi la langue parlée dans toute la sous-région du Sankuru en République démocratique du Congo, sous-région redevenue en 2006 une province autonome.

## Classification
|                       | Guthrie (1971) | Bastin / Coupez / Mann (1999) |
| --------------------- | -------------- | ----------------------------- |
| Groupe tetela         | C70            |                               |
| Tetela                | C71            | C71                           |
| Kusu, Kongola, Fuluka | C72            | C71                           |
| Nkutu, Nkushu         | C73            |                               |
| Yela                  | C74            |                               |
| Kela, Lemba           | C75            | C75                           |
| Ombo                  | C76            | C76                           |

## Variantes régionales
Les variantes régionales inter-compréhensibles, dans la région située entre le 21° et le 27° de longitude Est, et le 2° et le 5° de latitude Sud, sont :
- le loombo, au nord-est
- le nkombe, à l'est
- le lotapa, au sud-est
- les dikonda, losongo, ngele, au sud
- les losongo, indanga, ngele, lonkutshu, à l'ouest
- les lodiya, lohamba, etc., au nord